# Магнетіти
Магнетіти (рос. Магнетиты) — станція у Кольському районі Мурманської області Російської Федерації.
Населення становить 124 особи. Належить до муніципального утворення Кільдінстройське міське поселення .

## Населення
| 2002 | 2010 |
| ---- | ---- |
| 256  | ↘124 |